# Runkolinja 550
La ligne 550 (en finnois : Runkolinja 550) est une ancienne ligne de bus à haut niveau de service du réseau des bus de la région d'Helsinki en Finlande.

## Étymologie
Dès 2003, la ligne porte le numéro 550.
De 2006 à 2013, la ligne est officiellement nommée Jokeri-linja (français : "Le Joker").
Jokeri est le sigle  de Joukkoliikenteen kehämäinen runkolinja – signifiant : "Un bus à haut niveau de service circulaire pour les transports en commun").
Le nom Jokeri est abandonné le 12 août 2013. 
La ligne devient alors la première ligne de bus à haut niveau de service ou finnois : runkolinja) de HSL.
On la renomme Runkolinja 550 et ses bus prennent leur couleur orange.

## Parcours
La ligne de bus 550  parcourt 25 km presque parallèlement au périphérique Ring I d’Helsinki. 
La ligne 550 part d'Itäkeskus à l'Est jusqu'à Tapiola à l'Ouest. 
Elle offre des interconnexions avec le tramway d'Helsinki à Oulunkylä, Huopalahti, Pitäjänmäki et Leppävaara, ainsi qu'avec le métro à Itäkeskus.

### Histoire
À l'origine en 1990, la ligne 550 devait être une ligne de métro léger mais elle sera d'abord réalisée sous la forme d'une ligne de bus en 2003. 
Le projet de métro léger Jokeri a pour objectif de convertir la ligne de bus Jokeri en ligne de métro léger.
Sa construction a commencé en juin 2019.
Il devrait entrer en service en 2024.